# Inedalsgatan

Inedalsgatan är en dubbelriktad gata i stadsdelen Kungsholmen i Stockholm. Gatan sträcker sig cirka 300 meter i syd-nordlig riktning från Parkgatan vid Kronobergsparken förbi S:t Eriks gymnasium ned till Kungsholms strand vid Barnhusviken. 
| Inedalsgatan från Kronobergsparken mot norr (vänster) och från Kungsholms strand mot syd, september 2012. |  | Inedalsgatan från Kronobergsparken mot norr (vänster) och från Kungsholms strand mot syd, september 2012. |
| Inedalsgatan från Kronobergsparken mot norr (vänster) och från Kungsholms strand mot syd, september 2012. |  | |

Gatan fick sitt namn 1885 efter egendomen Inedal som låg i området mellan den nuvarande Indalsgatan och Sankt Eriksgatan innan Kronobergsgatan drogs fram. Egendomen ägdes i slutet av 1800-talet av den förmögne affärsmannen Johan Wilhelm Smitt som uppkallade den efter hustrun Eufrosyne vars smeknamn var Ina. Smitt anlade ett sockerbruk på platsen, från 1872 Inedals AB, som baserade sin verksamhet på vitbetsodling i de gamla tobaksplanteringarna invid. Sockerbruket blev dock ingen framgång och 1877 sålde han anläggningen till W. Wiklunds Metallfabrik.
Vid Inedalsgatan påträffades 1882 ett vikingatida myntfynd. Det mycket vackra fyndet bestod av ett mindre antal mynt, nio arabiska sådana därav tre med ögla, 27 anglosaxiska samt en ögleförsedd efterapning av ett bysantinskt mynt. Dessutom fanns en del vackra smycken i detta depåfynd (läs mer i Skattfynd i Stockholms län).